# Merck-Saint-Liévin
Merck-Saint-Liévin è un comune francese di 592 abitanti situato nel dipartimento del Passo di Calais nella regione dell'Alta Francia.
Nella sua chiesa, che è una delle più belle dell'Artois, i marinai venivano a venerare le reliquie di San Liévin, santo irlandese (o scozzese, secondo altre fonti).

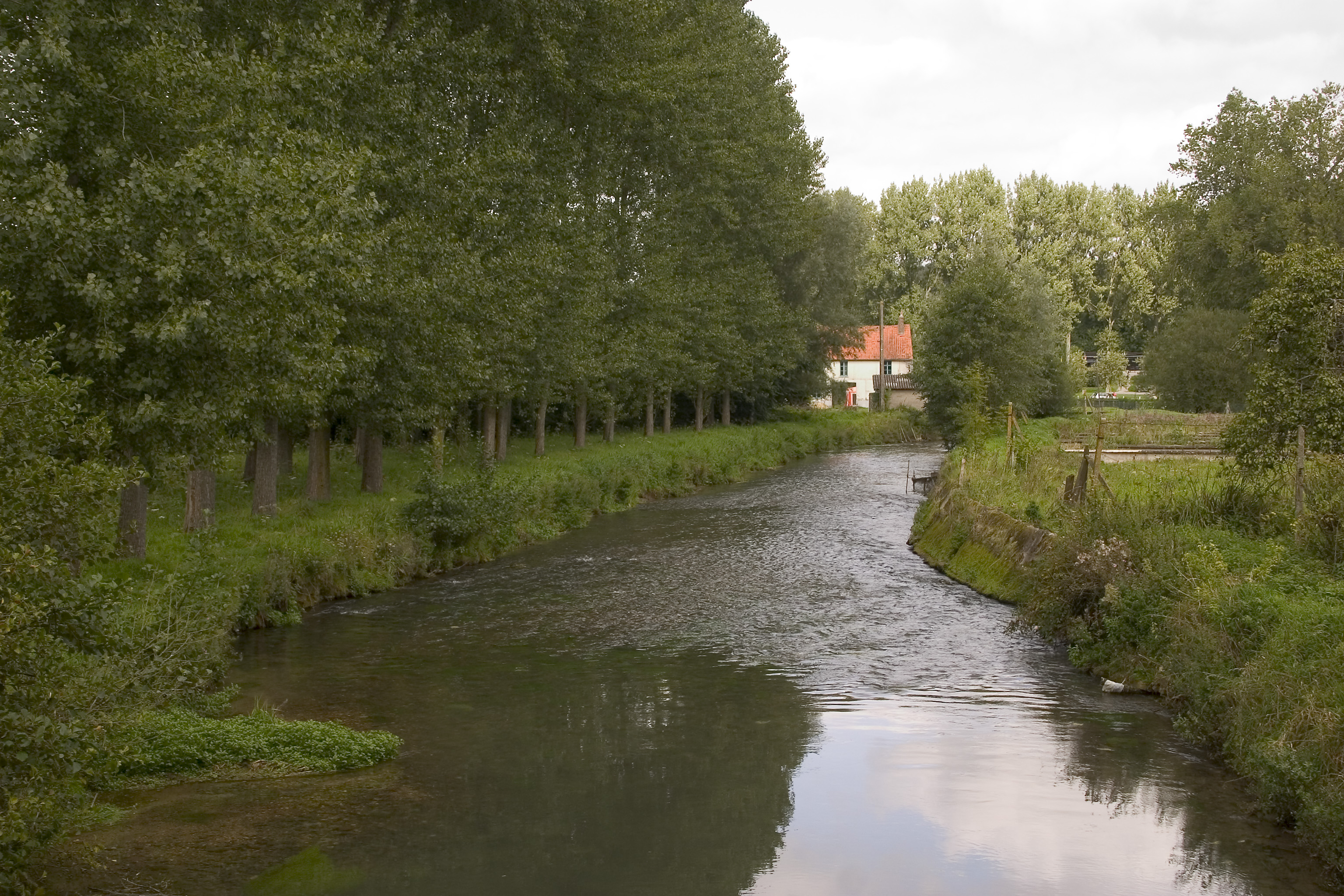
Il fiume Aa a Merck-St-Liévin

## Società

### Evoluzione demografica
Abitanti censiti